# گرونوبل ۷۴۶۲
سیارک ۷۴۶۲ (به انگلیسی: 7462 Grenoble، نامگذاری:1984WM1) هفت هزار و چهارصد و شصت و دومین سیارک کشف شده‌است که در ۲۰ نوامبر ۱۹۸۴ کشف شد.
قدر مطلق سیارک برابر ۱۳٫۹۰ است.